# Ichangi, Savanur
Ichangi là một làng thuộc tehsil Savanur, huyện Haveri, bang Karnataka, Ấn Độ.